# Baltus Oostburg
Baltus Franklin Julius Oostburg (20 augustus 1928 – Paramaribo, 17 oktober 2002) was een Surinaams wetenschapper en politicus.

## Opleiding
Hij studeerde in 1953 af aan de Geneeskundige School van Paramaribo waarna hij werkzaam werd in de volksgezondheid. Vanwege zijn activiteiten bij het bestrijden van de tyfus epidemie in 1961 kreeg Baltus Oostburg van het United States Agency for International Development (USAID) een beurs om in de Verenigde Staten volksgezondheid te studeren. In 1963 werd hij Master of Science in de parasitologie aan de Columbia University in New York en in 1974 promoveerde hij aan de Rijksuniversiteit Leiden op het proefschrift "Wuchereriasis in Surinam".

## Carrière
Het grootste deel van zijn loopbaan was hij werkzaam in de volksgezondheid. Van 1967 tot 1969 was hij namens de SDP minister van Volksgezondheid in het tweede kabinet-Pengel. Van 1975 tot 1999 was hij professor parasitologie aan de Anton de Kom Universiteit en daarnaast enige tijd ook voorzitter van het Universiteitsbestuur tot hij werd opgevolgd door Wilfried Roseval.
Prof. Dr. Baltus Oostburg leidde als arts en directeur van het Bureau voor Openbare Gezondheidszorg (BOG) in Suriname de filariasis-, malaria- en bilharziacampagnes. Voor zijn onderzoek van infectueuze ziekten/parasitaire aandoeningen in Suriname, kreeg hij in 1988 in Nederland de Eijkman Medaille. Deze naar de Nederlandse Nobelprijswinnaar Christiaan Eijkman vernoemde medaille wordt door het Eijkman Medaillefonds toegekend aan personen die zich verdienstelijk hebben gemaakt op het gebied van tropische geneeskunde. Een jaar na zijn overlijden werd Suriname door de Wereldgezondheidsorganisatie (WHO) officieel filariavrij verklaard wat voor een niet onbelangrijk deel het gevolg is van Oostburgs inspanningen.

## Scouting & Sport
Naast zijn inzet voor de volksgezondheid was hij ook op andere wijze actief in de Surinaamse samenleving. Eind december 1964 vond de oprichting plaats van de Surinaamse Padvinders Vereniging (SPV) waarvan Baltus Oostburg de eerste hoofdcommissaris werd. In april 1972 fuseerde de SPV met de Katholiek Verkenners Suriname (KVS) tot de Boy Scouts van Suriname. Oostburg werd in november 1971 gekozen als voorzitter van het Surinaams Olympisch Comité (SOC) waarbij hij Paul Kappel opvolgde. In 1998 verloor hij van Desi Bouterse de verkiezing tot voorzitter van het SOC.